# Infotainment?
Infotainment? è il terzo album in studio del gruppo musicale britannico Pitchshifter, pubblicato nel 1996.

## Tracce
1. Introductory Disclaimer – 1:18
2. Underachiever – 2:51
3. (We're Behaving Like) Insects – 3:38
4. Virus – 3:43
5. Product Placement – 4:19
6. (Harmless) Interlude – 0:37
7. Bloodsweatsaliva – 3:28
8. Hangar 84 – 5:36
9. Whiteout – 3:03
10. Phoenixology – 3:52
11. Pitch Sampler Vol. I – 3:24
12. Pitch Sampler Vol. II – 3:18

## Formazione
- J.S. Clayden – voce
- Mark Clayden – basso
- D.J. Walters – batteria
- Johnny A. Carter – chitarra, programmazione